# Laura Nieto Oliver
Laura Nieto Oliver (Vélez-Rubio, Almería, 16 de abril de 1907 - Madrid, 15 de abril de 1989), fue una cantante lírica española, de las más reconocidas durante la primera mitad del siglo XX. Era conocida como la "Tiplecita de la vocecita de cristal". 

## Biografía
Nacida en el seno de una familia acomodada de once hermanos en la que siempre se gustó de la música y el canto lírico. Hija de Manuel Nieto Molina y de Laura Oliver Pérez, participó desde muy joven con algunas de sus hermanas en representaciones para amigos y vecinos. Descubrió sus dotes artísticas en el colegio de la Inmaculada de su localidad natal y posteriormente se trasladó a Madrid donde estudió solfeo, piano y canto. Su debut tuvo lugar con la orquesta sinfónica del maestro Fernández Arbós en 1920. El éxito cosechado la lleva a actuar también junto a la orquesta filarmónica de su otro mentor, Bartolomé Pérez Casas.
Posteriormente entró al mundo de la zarzuela de la mano de otro de sus profesores y se mantuvo durante toda una temporada en el Teatro Eslava. Pronto llegaría el salto a Barcelona, desde donde, junto al maestro Jacinto Guerrero, viajaría a Argentina y Uruguay donde recibirá el espaldarazo final como gran estrella de la lírica.
Fueron especialmente célebres sus interpretaciones de Campanera, Las alondras y El huésped sevillano.
En 1930, tras volver a España y habiendo participado con gran éxito en varias representaciones, ingresó en el Teatro Lírico Nacional.
En 1933 regresa a Almería para casarse, pero enviuda durante la guerra civil española y decide retomar su vida artística en Madrid. Terminará su carrera como profesora de declamación en el Conservatorio de Madrid.

## Homenajes
En 1987, con motivo de su 80 cumpleaños, el Ayuntamiento de Vélez Rubio le realizó un homenaje y le dedicó una calle que actualmente sigue existiendo.